# Arquidiócesis de Hobart
La arquidiócesis de Hobart (en latín: Archidioecesis Hobartensis y en inglés: Roman Catholic Archdiocese of Hobart) es una circunscripción eclesiástica de la Iglesia católica en Australia. Se trata de una arquidiócesis latina, inmediatamente sujeta a la Santa Sede. Desde el 20 de junio de 2025 su arzobispo electo es Anthony John Ireland.

## Territorio y organización
La arquidiócesis tiene 68 017 km² y extiende su jurisdicción sobre los fieles católicos de rito latino residentes en el estado de Tasmania.
La sede de la arquidiócesis se encuentra en la ciudad de Hobart, en donde se halla la Catedral de Santa María.
En 2023 en la arquidiócesis existían 27 parroquias agrupadas en 2 decanatos: Southern y Northern.

## Historia
El vicariato apostólico de Hobart fue erigido el 5 de abril de 1842 mediante el breve Ex debito del papa Gregorio XVI, obteniendo el territorio del vicariato apostólico de Nueva Holland y la Tierra de Van Diemen (hoy arquidiócesis de Sídney).
Pocos días después, el 22 de abril de 1842 el vicariato apostólico fue elevado a diócesis, pasando a formar parte de la nueva provincia eclesiástica de la arquidiócesis de Sídney.
El 31 de marzo de 1874 pasó a ser sufragánea de la arquidiócesis de Melbourne.
El 3 de agosto de 1888 la diócesis fue elevada al rango de arquidiócesis metropolitana mediante el breve Divinae providentiae del papa León XIII. En el breve el papa se reservó el derecho a erigir in aliud tempus (es decir, en otra ocasión) una diócesis sufragánea para la sede de Hobart, lo cual nunca ocurrió.
Los Anuarios Pontificios, hasta 1913, indicaban la sede de Hobart como sede metropolitana, mientras que a partir de 1914 fue una simple sede arzobispal, inmediatamente sujeta a la Santa Sede

## Estadísticas
Según el Anuario Pontificio 2024 la arquidiócesis tenía a fines de 2023 un total de 95 290 fieles bautizados.
| Año                                                                             | Población            | Población | Población      | Sacerdotes | Sacerdotes    | Sacerdotes    | Bautizados por sacerdote | Diáconos permanentes | Religiosos | Religiosos | Parroquias |
| Año                                                                             | Bautizados católicos | Total     | % de católicos | Total      | Clero secular | Clero regular | Bautizados por sacerdote | Diáconos permanentes | Varones    | Mujeres    | Parroquias |
| ------------------------------------------------------------------------------- | -------------------- | --------- | -------------- | ---------- | ------------- | ------------- | ------------------------ | -------------------- | ---------- | ---------- | ---------- |
| 1966                                                                            | 63 987               | 366 000   | 17.5           | 119        | 70            | 49            | 537                      |                      | 84         | 341        | 47         |
| 1970                                                                            | 71 089               | 388 500   | 18.3           | 111        | 71            | 40            | 640                      |                      | 77         | 428        | 46         |
| 1980                                                                            | 71 290               | 411 800   | 17.3           | 94         | 60            | 34            | 758                      |                      | 70         | 268        | 44         |
| 1990                                                                            | 82 954               | 448 400   | 18.5           | 70         | 43            | 27            | 1185                     |                      | 57         | 205        | 40         |
| 1999                                                                            | 89 156               | 459 659   | 19.4           | 60         | 41            | 19            | 1485                     |                      | 39         | 158        | 41         |
| 2000                                                                            | 89 156               | 470 261   | 19.0           | 58         | 39            | 19            | 1537                     |                      | 36         | 154        | 40         |
| 2001                                                                            | 89 156               | 470 300   | 19.0           | 56         | 37            | 19            | 1592                     |                      | 36         | 151        | 41         |
| 2002                                                                            | 89 156               | 470 100   | 19.0           | 54         | 35            | 19            | 1651                     | 1                    | 31         | 139        | 36         |
| 2003                                                                            | 87 691               | 473 300   | 18.5           | 57         | 38            | 19            | 1538                     |                      | 25         | 138        | 30         |
| 2004                                                                            | 87 691               | 472 725   | 18.6           | 57         | 37            | 20            | 1538                     |                      | 30         | 124        | 27         |
| 2006                                                                            | 87 691               | 477 305   | 18.4           | 53         | 34            | 19            | 1654                     |                      | 31         | 116        | 27         |
| 2013                                                                            | 88 834               | 512 100   | 17.3           | 48         | 31            | 17            | 1850                     | 2                    | 25         | 71         | 25         |
| 2016                                                                            | 88 903               | 513 800   | 17.3           | 50         | 39            | 11            | 1778                     | 3                    | 19         | 59         | 27         |
| 2019                                                                            | 87 300               | 509 965   | 17.1           | 53         | 37            | 16            | 1647                     | 4                    | 22         | 55         | 27         |
| 2021                                                                            | 92 680               | 541 760   | 17.1           | 44         | 34            | 10            | 2106                     | 3                    | 16         | 54         | 27         |
| 2023                                                                            | 95 290               | 557 569   | 17.1           | 48         | 39            | 9             | 1985                     | 3                    | 13         | 36         | 27         |
| Fuente: Catholic-Hierarchy, que a su vez toma los datos del Anuario Pontificio. |                      |           |                |            |               |               |                          |                      |            |            |            |

## Episcopologio
- Robert William Willson (Wilson) † (22 de abril de 1842-16 de febrero de 1866 renunció[nota 1])
- Daniel Murphy † (8 de marzo de 1866 por sucesión-29 de diciembre de 1907 falleció)
- Patrick Delany † (29 de diciembre de 1907 por sucesión-7 de mayo de 1926 falleció)
- William Barry † (8 de mayo de 1926 por sucesión-13 de junio de 1929 falleció)
- William Hayden † (11 de febrero de 1930-2 de octubre de 1936 falleció)
- Justin Daniel Simonds † (18 de febrero de 1937-6 de septiembre de 1942 nombrado arzobispo coadjutor de Melbourne[nota 2])
- Ernest Victor Tweedy † (17 de diciembre de 1942-20 de septiembre de 1955 renunció[nota 3])
- Guilford Clyde Young † (20 de septiembre de 1955 por sucesión-16 de marzo de 1988 falleció)
- Joseph Eric D'Arcy † (24 de octubre de 1988-26 de julio de 1999 retirado)
- Adrian Leo Doyle (26 de julio de 1999 por sucesión-19 de julio de 2013 retirado)
- Julian Charles Porteous (19 de julio de 2013-20 de junio de 2025 retirado)
- Anthony John Ireland, desde el 20 de junio de 2025